# Estação Ferroviária de Pontecesures
A Estação Ferroviária de Pontecesures é uma interface ferroviária da Linha Redondela-Santiago de Compostela que serve a cidade de Pontecesures, na Galiza.